# Kiki vivi lily
kiki vivi lily（キキヴィヴィリリー、1990年10月26日 - ）は、日本のシンガーソングライター。

## 経歴
2012年、「ゆり花」として活動を開始。2015年、ゆり花としての活動を停止し「kiki vivi lily」として活動を再開。ヒップホップ、クラブミュージック、R&Bを取り入れた音楽で活動している。
2019年に発売した1stフルアルバム『vivid』は音楽専門誌『ミュージック・マガジン』（ミュージック・マガジン）のレビューにて10点満点を記録。2020年12月には、「ひめごと」が、三井アウトレットパーク「SURPRISE SALE」のCMソングに抜擢。
2021年10月に発売した2ndフルアルバム『Tasty』に収録の「Lazy」が多数のFM局でのパワープレイに選出され、ラジオ・オンエアチャート（集計：10月4日〜10日）で1位を獲得。

## 人物
- 西南学院高等学校の卒業生である[5]。
- 荒井由実の楽曲に影響を受けて、曲を書き始める[6]。

## 作品

### アルバム
- vivid（2019年6月26日）
- Over the Rainbow（2019年12月18日） - SUKISHAとのコラボアルバム
- Tasty（2021年10月1日）

### EP
- LOVIN’ YOU（2016年10月19日）
- Blossom（2023年5月10日）

### デジタルミニアルバム
- Good Luck Charm（2020年12月11日）荒田洸（WONK）プロデュース

### 配信限定シングル
| 発売日         | タイトル        | レーベル                  |
| -------------- | --------------- | ------------------------- |
| 2021年7月28日  | License of Love | Good Music Party          |
| 2022年10月19日 | ロマンス        | Universal Classics & Jazz |
| 2024年10月23日 | illusion        | Suppage Records           |

### 参加作品(配信)
| 発売日         | タイトル                                                 |
| -------------- | -------------------------------------------------------- |
| 2019年2月27日  | kiki vivi lily × SUKISHA「Blue in Green」                |
| 2019年5月14日  | SUKISHA × kiki vivi lily「Rainbow Town」                 |
| 2020年9月5日   | Jinmenusagi x kiki vivi lily「夏は終わらない」           |
| 2021年6月30日  | MÖSHI「Waiting feat. kiki vivi lily」                    |
| 2021年9月1日   | The Burning Deadwoods「Turn Me On feat. kiki vivi lily」 |
| 2021年10月8日  | Deep Sea Diving Club「Just Dance feat. kiki vivi lily」  |
| 2021年12月3日  | kiki vivi lily & サトウユウヤ「Up to You (feat. SIRUP)」 |
| 2021年12月17日 | DJ HASEBE「Farewell feat. 空音 & kiki vivi lily」        |
| 2022年3月9日   | PEAVIS,NARISK「Continue! feat. kiki vivi lily」          |
| 2022年7月15日  | Alex Lustig & kiki vivi lily「Runaway」                  |
| 2022年7月20日  | LAGHEADS「Drivin' feat. kiki vivi lily」                 |

## 出演

### ラジオ
- kiki vivi radio（2021年、InterFM897）※1月のマンスリーコーナーをMELRAWと担当[7]。
- 襟巻珈琲中毒店の企画・制作によるpodcast kiki vivi lilyのせきらら喫茶店（2022年4月〜）
- TOKAI RADIO MUSIC PROGRAM SESSIONS 929（金曜、2023年10月〜、東海ラジオ）

### CM
- 『チロリアン』新CM「動き出すチロリアン」編（2022年、声の出演[8]）